# R-指定
R-指定（日语：／ aru-shitei；本名：野上 恭平（のがみ きょうへい）；1991年9月10日－），是出生於日本大阪府堺市的饒舌歌手、作詞人、演員。同時也是 Creepy Nuts 的一員。

## 人物概要
國中一年級時第一次接觸到日語饒舌，並在國中二年級開始寫詞。 在高中二年級，他加入了家鄉大阪的梅田Cypher，並開始了 MC Battle 和現場表演等活動。 曾經和同樣來自大阪的KOPERU 們作為一個名為コッペパン 的音樂團體一起活動，直到2012年停止了活動。
2015年和DJ松永組成了有1位MC、1位DJ的嘻哈團體Creepy Nuts。
他很擅長以即興饒舌參加 MC Battle 比賽，曾在 ULTIMATE MC BATTLE 的大阪大賽達成冠軍5連霸，並在2012至2014年連續三次獲得全國大賽冠軍。 這個在 UMB 大賽達成的史無前例的紀錄，經常被拿來與在 UMB 的前身 B-BOY PARK 連續3年獲得全國冠軍的 KREVA 作比較。
在自己出演的現場表演和電視節目中，他表演了一種稱為聖德太子式的即興饒舌。這是一種利用出題者所給予的多個主題來進行即興饒舌的表演方式。

## 簡歷
小學開始打籃球，直到國中都是籃球社的社員。 就讀大阪府立金岡高中時他也是籃球社的社員，但在二年級時離開了籃球社，決定只專注於饒舌。
雖然高中畢業後有繼續升學讀大學，但後來被退學了，從這時候開始他做了要在饒舌世界中生存的覺悟。 
大約11歲的時候，在日本的連鎖餐廳「なか卯」聽到了 SOUL'd OUT 後開始聽嘻哈，後來又愛上了 Zeebra 和 RHYMESTER 而受到他們的影響。
在聽了RHYMESTER 的《グレイゾーン》後，開始自己寫歌詞進行饒舌。
在對嘻哈感興趣之前，聽的是比他那一代人還老的 J-Pop 和歌謠曲，喜歡南方之星的桑田圭佑和中島美雪。
除此之外還喜歡聽落語，並說自己的饒舌受到歌謠曲和落语的影響。

## MC Battle
高中二年級時，參加了由韻踏合組合主辦的 ENTER MC BATTLE。在第一回合對上了 ULTIMATE MC BATTLE（以下簡稱 UMB）名古屋大賽的冠軍 K.Lee，第二回合對上了 KIKG OF KINGS 的主辦人漢 a.k.a. GAMI  。
如上所述，達成過 UMB 全國大賽史上第一次的三連冠，並在 MC Battle 大賽中留下了戰績。
在UMB三連冠後一度退出了饒舌世界，後來被敬愛的 Zeebra 邀請，在電視節目《FREESTYLE DUNGEON》作為「Monster」參戰 。
從2019年6月開始繼承了初代 Last Boss 般若的位置，就任《FREESTYLE DUNGEON》的第二代 Last Boss 。
在綜藝節目《BAZOOKA!!! 高校生RAP選手権》第6回開始擔任高中生 MC Battle 的評審 。

## 頭銜
- UMB GRAND CHAMPIONSHIP
  - UMB GRAND CHAMPIONSHIP 2012 冠軍
  - UMB GRAND CHAMPIONSHIP 2013 冠軍
  - UMB GRAND CHAMPIONSHIP 2014 冠軍
- UMB 大阪預選
  - UMB 2010 大阪預選 冠軍
  - UMB 2011 大阪預選 冠軍
  - UMB 2012 大阪預選 冠軍
  - UMB 2013 大阪預選 冠軍
  - UMB 2014 大阪預選 冠軍
- ENTER MC BATTLE
  - ENTER MC BATTLE 2009.1 準冠軍
  - ENTER MC BATTLE 2009.5 準冠軍
  - ENTER MC BATTLE 2010.7 準冠軍
  - ENTER MC BATTLE 2011.3 冠軍
  - ENTER MC BATTLE 2012.1 準冠軍
- ENTER MC BATTLE SPOTLIGHT
  - ENTER MC BATTLE 2009 SPOTLIGHT 冠軍
  - ENTER MC BATTLE 2011 SPOTLIGHT 冠軍
  - ENTER MC BATTLE 2014 SPOTLIGHT 冠軍
- ADRENALINE MC BATTLE
  - ADRENALINE MC BATTLE 2011 冠軍
  - ADRENALINE MC BATTLE 2014 冠軍

## 作品

### 專輯
|   | 發售日             | 標題               | 排名      | 販賣方式 | 規格產品編號 |
| - | ------------------ | ------------------ | --------- | -------- | ------------ |
| 1 | 2014 年 4 月 10 日 | セカンドオピニオン | 第 193 名 | CD       | UMBCD-003    |

### Creepy Nuts
詳細請參考

### 書籍
- Rの異常な愛情（白夜書房、2019年9月19日、ISBN 978-4864942553）

## 參與作品
| 發售日         | 藝人             | 標題                                                                       | 備註 |
| -------------- | ---------------- | -------------------------------------------------------------------------- | --- |
| 2011年11月4日  | 晋平太           | REVENGE                                                                    | M-5「NO LOVE feat.R指定」 |
| 2012年1月25日  | KEN THE 390      | KEN THE 390 THE BEST OF COLLABORATION 〜RAPPER'S BEST & SINGER'S BEST〜    | M-11「ガッデム!! OSAKA ver feat.MINT,R-指定,ERONE」 |
| 2012年5月12日  | オムニバス       | SKY-HI presents FLOATIN’LAB                                                | M-1「One By One feat. TAKUMA THE GREAT(HOOLIGANZ), ZEUS & BRGK, R指定,SQUASH SQUAD」                                                                           |
| 2013年7月24日  | DJ松永           | This Time Vol.2                                                            | M-5「Daydream feat. KOPERU,R指定,MUMA,LB(LBとOtowa),TARO SOUL(SUPER SONICS),TOC」                                                                              |
| 2014年10月15日 | DJ松永           | サーカス・メロディー                                                       | M-5「トレンチコートマフィア feat. R-指定」 |
| 2014年12月17日 | KOPERU           | 大阪キッド                                                                 | M-3「男子自由形 feat. R-指定」 |
| 2015年9月23日  | ACE              | STRAIGHT                                                                   | M-6「朧月 -三つ巴- feat. R-指定, 輪入道」 |
| 2016年1月27日  | 晋平太           | DIS IS RESPECT                                                             | M-4「末期症状2015 feat. R-指定」、 M-7「ペーパートレイル feat. R-指定」、 特典「CHECK YOUR MIC REMIX feat. MC☆ニガリ a.k.a 赤い稲妻,R-指定(Creepy Nuts),般若」 |
| 2016年4月1日   | DJ RYOW          | ビートモクソモネェカラキキナ 2016 REMIX feat.般若, 漢 a.k.a. GAMI & R-指定 | M-1「ビートモクソモネェカラキキナ 2016 REMIX feat.般若, 漢 a.k.a. GAMI & R-指定」                                                                              |
| 2016年7月6日   | 般若             | グランドスラム                                                             | M-11「たちがわるい feat. R-指定」 |
| 2017年6月7日   | Dungeon Monsters | MONSTER VISION                                                             | M-1「MONSTER VISION」 |
| 2019年10月2日  | DJ RYOW          | DREAMS AND NIGHTMARES                                                      | M-3「博徒2020 feat. “E”qual, SOCKS, ¥ELLOW BUCKS,AK-69, 般若, 孫GONG, R-指定」                                                                                 |
| 2020年8月5日   | AK-69            | LIVE : live                                                                | M-4「Speedin' feat. MC TYSON, SWAY, R-指定」 |
| 2021年3月17日  | KEN THE 390      | en route                                                                   | M-3「Overall feat. R-指定, 般若」 |

## 媒體演出

### 電視節目
- NexT（2013年3月3日）[19]
- BAZOOKA!!! 高校生RAP選手権（第6回〜、審査員）
- フリースタイルダンジョン（2015年9月30日 - 2017年8月1日まで初代モンスターとして出演。2019年6月からは2代目ラスボスとして出演中）
- ワケあり!レッドゾーン
- 中居之窗（2016年1月20日）[20]
- ZIP!（2016年3月3日）
- ニュース シブ5時（2016年9月2日）
- 関ジャム 完全燃SHOW (2016年11月13日)[21]
- ヨルジュウ（2017年12月13日 - ） - レギュラーVJ[22]
- ダウンタウンDX（2019年8月15日）[23]
- 毒舌糾察隊（2019年10月17日）[24]
- 勇者ああああ～ゲーム知識ゼロでもなんとなく見られるゲーム番組（2019年10月24日）[25]
- 華丸大吉&千鳥のテッパンいただきます!（2019年12月3日[26]、2020年5月12日[27]、2020年5月19日[28]、2020年5月26日[29]、2020年6月9日[30]）
- Love music（2020年4月12日）[31]
- よなよなラボ（2020年8月15日）[32]

### 網路電視
- Music 水曜TheNIGHT（2020年月5月 - 、AbemaTV） - 準レギュラー[33]
- ONLINE HIGH SCHOOL RAP 選手権（2020年6月6日、ニコニコ生放送） - 審査員[34]

### 電影
- その男、東京につき（2020年）[35]

### 戲劇
- 危險的維納斯（2020年10月11日 - 12月13日、TBS） - 飾演 手島一清[36]
- 閻魔堂沙羅の推理奇譚 第5回（2020年11月28日、NHK総合） - 飾演 池谷修[37]
- ドラマ25 東京怪奇酒 第4話（2021年3月12日、テレビ東京） - 飾演 本人[38]

### 廣告
- 日本可口可樂「喬亞」Worker's Song キャンペーン（2019年）[39]

## 備註
1. ↑  . SCHOOL OF LOCK!. 2017-11-16  [2020-08-18]. （原始内容存档于2021-06-05）.
2. 1 2  . www.shure.com.   [2020-01-19]. （原始内容存档于2021-07-15） （日语）.
3. ↑  . amebreak.ameba.jp.   [2020-01-19]. （原始内容存档于2020-11-14）.
4. ↑  . 2019-08-19  [2019-08-23]. （原始内容存档于2021-07-14）.
5. ↑  . McGuffin. 2017-11-02  [2020-01-19]. （原始内容存档于2021-07-14） （日语）.
6. 1 2 3 4  . KAI-YOU.net | POP is Here .   [2020-01-19]. （原始内容存档于2021-07-17） （日语）.
7. ↑  . amebreak.ameba.jp.   [2020-01-19]. （原始内容存档于2018-01-30）.
8. 1 2  . CINRA.NET.   [2020-01-19]. （原始内容存档于2021-07-14） （日语）.
9. ↑  . note（ノート）.   [2020-01-19]. （原始内容存档于2021-08-11） （日语）.
10. 1 2  . Forbes JAPAN（フォーブス ジャパン）. 2019-10-23  [2020-01-19]. （原始内容存档于2021-07-16） （日语）.
11. ↑  . オールナイトニッポン.com ニッポン放送.   [2020-01-19]. （原始内容存档于2018-04-19） （日语）.
12. ↑  @Creepy_Nuts_.  (推文). 2015-09-24  [2020-01-19] –Twitter.
13. ↑  . Amebreak.   [2019-05-08]. （原始内容存档于2021-07-15）.
14. ↑  . clubberia クラベリア (株式会社 クラベリア). 2016-06-29  [2021-02-18]. （原始内容存档于2021-07-14）.
15. ↑  . E-TALENTBANK co.,ltd. (イータレントバンク). 2019-12-20  [2020-06-18]. （原始内容存档于2020-06-18）.
16. ↑  . Real Sound (リアルサウンド). 2019-12-20  [2020-06-18]. （原始内容存档于2021-07-17）.
17. ↑  . 音楽ナタリー (ナターシャ). 2020-06-09  [2020-06-18]. （原始内容存档于2021-07-14）.
18. ↑  . 音楽ナタリー (株式会社ナターシャ). 2021-02-17  [2021-02-18]. （原始内容存档于2021-06-05）.
19. ↑  . 価格.com.   [2020-05-13]. （原始内容存档于2021-07-14） （日语）.
20. ↑  . 音楽ナタリー. 2016-01-19  [2019-11-16]. （原始内容存档于2021-07-16）.
21. ↑  . 音楽ナタリー. 2016-11-08  [2019-11-16]. （原始内容存档于2021-07-16）.
22. ↑  . BARKS (　ジャパンミュージックネットワーク). 2017-12-19  [2020-07-02]. （原始内容存档于2021-07-14） （日语）.
23. ↑  . 音楽ナタリー. 2019-08-14  [2019-08-18]. （原始内容存档于2021-07-14）.
24. ↑  . 音楽ナタリー. 2019-10-16  [2019-10-18]. （原始内容存档于2021-07-17）.
25. ↑  . COCONUTS. 2019-10-25  [2019-10-26]. （原始内容存档于2021-07-16）.
26. ↑  . 音楽ナタリー. 2019-12-02  [2019-12-04]. （原始内容存档于2021-07-16）.
27. ↑  . 音楽ナタリー (ナターシャ). 2020-05-12  [2020-05-13]. （原始内容存档于2021-07-17）.
28. ↑  . マイナビニュース (マイナビ). 2020-05-19  [2020-06-18]. （原始内容存档于2020-06-18） （日语）.
29. ↑  . ニフティニュース (ニフティネクサス). 2020-05-24  [2020-06-18]. （原始内容存档于2020-06-17）.
30. ↑  . マイナビニュース (マイナビ). 2020-06-09  [2020-06-18]. （原始内容存档于2020-10-17） （日语）.
31. ↑  . 音楽ナタリー (ナターシャ). 2020-04-09  [2020-07-02]. （原始内容存档于2021-07-14）.
32. ↑  . TV LIFE. 2020-8-14accessdate=2020-8-19  [2021-07-14]. （原始内容存档于2021-07-17） （日语）.
33. ↑  . skream!. 2020-05-12  [2019-12-04]. （原始内容存档于2021-07-14）.
34. ↑  . BARKS. 2020-05-27  [2020-06-01]. （原始内容存档于2021-07-16） （日语）.
35. ↑  . 音楽ナタリー (ナターシャ). 2020-10-18  [2020-10-20]. （原始内容存档于2021-05-15） （日语）.
36. ↑  . ORICON NEWS (オリコン). 2020-10-05  [2020-10-13]. （原始内容存档于2020-12-13） （日语）.
37. ↑  . 音楽ナタリー (ナターシャ). 2020-10-09  [2020-10-13]. （原始内容存档于2020-11-16）.
38. ↑  . 音楽ナタリー (ナターシャ). 2021-01-28  [2021-03-07]. （原始内容存档于2021-03-05）.
39. ↑  . 音楽ナタリー (ナターシャ). 2019-01-28  [2020-09-05]. （原始内容存档于2021-07-14）.

## 外部連結
- Creepy Nuts Official Site （页面存档备份，存于）
- Creepy Nuts Sony Music 内 Official Site （页面存档备份，存于）